# Resistine

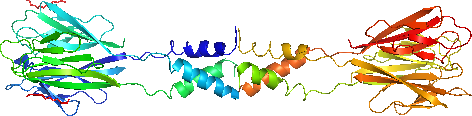
Lintdiagram van resistine

Resistine ook bekend als adipose tissue-specific secretory factor (ADSF) of C/EBP-epsilon-regulated myeloid-specific secreted cysteine-rich protein (XCP1), is een cysteïnerijk peptidehormoon dat bij mensen wordt gecodeerd door het RETN-gen.
Bij primaten, varkens en honden wordt resistine uitgescheiden door witte bloedcellen en epitheelcellen, terwijl het bij knaagdieren wordt uitgescheiden door vetweefsel. De lengte van het resistine-prepeptide bij mensen bedraagt 108 aminozuurresiduen en bij muizen en ratten 114 aminozuurresiduen; het moleculaire massa is ~12,5 kDa. Resistine is een bij mensen uit vetweefsel afkomstig hormoon (vergelijkbaar met een cytokine) waarvan de fysiologische rol het onderwerp is geweest van veel controverse over de betrokkenheid ervan bij obesitas en diabetes mellitus type 2.

## Ontdekking
Resistine werd in 2001 ontdekt door de groep van Dr. Mitchell A. Lazar van de University of Pennsylvania School of Medicine.  Het werd "resistin" genoemd vanwege de waargenomen insulineresistentie bij muizen die met resistine waren geïnjecteerd. Resistine bleek te worden geproduceerd en vrijgegeven uit vetweefsel voor endocriene functies die waarschijnlijk betrokken zijn bij insulineresistentie.
Dit idee komt voornamelijk voort uit onderzoeken die aantonen dat serumresistentieniveaus toenemen bij obesitas in verschillende modelsystemen (mensen, ratten en muizen). Sinds deze observaties heeft verder onderzoek resistine gekoppeld aan andere fysiologische systemen, zoals ontstekingen en temperatuurhomeostase.
In het huidige onderzoek wordt voorgesteld om resistine te koppelen aan ontstekingen en temperatuurhomeostase, inclusief de vermeende rol ervan bij insulineresistentie bij zwaarlijvige proefpersonen, een onderwerp dat in 2001 door Vidal-Puig en O'Rahilly en door M.A. Lazar in 2007 is besproken.

## Structuur
Kristalstructuren van resistine laten een ongebruikelijke samenstelling van verschillende subeenheden zien, die bij elkaar worden gehouden door niet-covalente binding interacties. De kristalstructuur toont een multimeer bestaande uit hexameervormende disulfidebindingen. Elke eiwitsubeenheid omvat een C-terminus disulfiderijk beta-sandwich-"kop"-domein en een N-terminus alfa-helix "staart"-segment. De alfa-helixsegmenten vormen driestrengige spoelen en aan het oppervlak voorkomende disulfidebindingen tussen de ketens zorgen voor de vorming van staart-tot-staart-hexameren. Het bolvormige domein van resistine bevat vijf disulfidebindingen (Cys35-Cys88, Cys47-Cys87, Cys56-Cys73, Cys58-Cys75 en Cys62-Cys77)(Cys=Cysteïne).
De disulfidebindingen tussen de ketens van resistine en het resistine-achtig molecuul β (RELMß) zijn nieuw in de zin dat ze bij blootstelling een hoog oplosmiddelgehalte hebben, variërend van 84,6% tot 89,5%. Een gemiddelde van oplosmiddelen voor alle disulfidebindingen is 9,9%, en 16,7% voor 1.209 disulfidebindingen tussen de ketens.
Een Cys6Ser-resistente mutant was aanzienlijk krachtiger bij de lage concentratie en had een groter effect dan het wildtype resistine bij de hoge concentratie. Dit resultaat suggereert dat de vorming van intertrimeer-disulfidebindingen een verplichte stap is in de richting van activering. Andere resultaten suggereren ook dat zowel de Cys6Ser-mutant als het wildtype resistine voornamelijk de lever als doel hebben.

## Ontsteking
Ontsteking is de eerste aangeboren immuunrespons op infectie of irritatie als gevolg van de opeenhoping van leukocyten (neutrofiele granulocyten, mestcellen, enz.) en hun uitscheiding van ontstekingsremmende, biogene stoffen zoals histamine, prostaglandine en ontstekingsbevorderende cytokinen. Onlangs is ontdekt dat resistine ook deelneemt aan de ontstekingsreactie.
Resistine verhoogt de transcriptie, wat leidt tot een verhoogde expressie van verschillende ontstekingsverhogende cytokinen, waaronder (maar niet beperkt tot) interleukine-1 (IL-1), interleukine-6 (IL-6). 6), interleukine-12 (IL-12) en tumornecrosefactor-α (TNF-α) op een NF-κB-gemedieerde (nuclear factor 'kappa-light-chain-enhancer' of activated B-cells) manier.. Er is ook aangetoond dat resistine het intercellulaire adhesiemolecuul-1 (ICAM1), het vasculaire celadhesiemolecuul-1 (VCAM1) en het CC chemokine ligand 2 (CCL2) upreguleert, die allemaal betrokken zijn bij chemotactische routes voor de rekrutering van leukocyten naar infectieplaatsen.  Resistine zelf kan worden upgereguleerd door interleukinen en ook door microbiële antigenen zoals lipopolysacharide, die door leukocyten worden herkend. Resistine kan een schakel zijn in het bekende verband tussen ontsteking en insulineresistentie.